# Microtus canicaudus
Microtus canicaudus är en däggdjursart som beskrevs av Miller 1897. Microtus canicaudus ingår i släktet åkersorkar, och familjen hamsterartade gnagare. IUCN kategoriserar arten globalt som livskraftig. Inga underarter finns listade i Catalogue of Life. Artepitet i det vetenskapliga namnet är sammansatt av de latinska orden canens (grå) och cauda (svans).
Arten når en absolut längd av 140 till 168 mm, inklusive en 30 till 45 mm lång svans. Bakfötterna är 15 till 22 mm långa. Gnagaren har så ungefär samma storlek som Microtus oregoni men den kan vara tydlig tyngre, upp till 50 g. Microtus canicaudus har en gulbrun sommarpäls på ovansidan och undersidan samt fötterna är täckta av ljusgrå päls. Ovansidans hår får före vintern vita spetsar vad som gör de mörkare. På svansens ovansida finns en brun linje och annars är den grå. Microtus canicaudus skiljer sig i avvikande detaljer av skallens konstruktion från andra släktmedlemmar som lever i samma region.
Denna gnagare förekommer i nordvästra USA i delstaterna Oregon och Washington. Den lever vanligen i gräsmarker och den har anpassad sig till kulturlandskap som jordbruksmark eller växtligheten intill väger och järnvägar.
Individerna gräver underjordiska bon. Födan utgörs av blad, stjälkar, andra gröna växtdelar och lök. Honor kan bli brunstiga under alla årstider. De är 21 till 23 dagar dräktiga och föder cirka fem ungar per kull. Microtus canicaudus är ett viktigt bytesdjur för ugglor, rävar, skunkar, tamkatter och andra rovlevande djur.
Arten kan även bygga bon av växtdelar som göms under föremål eller den övertar bon från andra gnagare.